# Schloss Leuzenhof

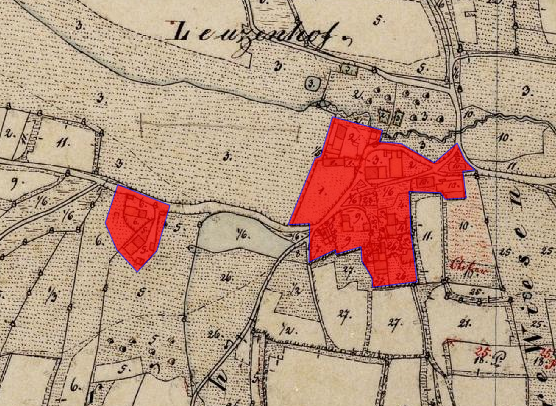
Lageplan von Schloss Leuzenhof auf dem Urkataster von Bayern

Das abgegangene Schloss Leuzenhof lag in dem Ort Leuzenhof, heute einer Wüstung im Truppenübungsplatz Grafenwöhr, der zu der oberpfälzischen Stadt Grafenwöhr im Landkreis Neustadt an der Waldnaab gehört. „Untertägige mittelalterliche und frühneuzeitliche Befunde in der Wüstung ‚Leuzenhof‘, darunter die Spuren eines Hofmarkschlosses“ werden als Bodendenkmal unter der Aktennummer D-3-6236-0024 geführt.

## Geschichte
Der erste urkundlich erwähnte Besitzer der Hofmark Leuzenhof war 1388 der Andrä Helwagen. Die Helwagen waren im 14. Jahrhundert Bürger von Auerbach und waren im Raum Vilseck, in Burggrub und in Speinshart begütert. Bis 1580 blieb Leuzenhof bei der Familie Hellwagen. Weitere Besitzer der Hofmark waren u. a. die Brandt, die Freiherrn von Guttenberg und die Freiherrn von Pölnitz. Diese hatten Leuzenhof von 1712 bis zur Aufteilung des Guts im Jahre 1828 inne.

## Beschreibung
Leuzenhof liegt 700 m nördlich von Pappenberg. Es bildete zusammen mit den daneben liegenden Weilern Erlbach, Hermannshof und Hirschmühle eine Hofmark. Alle diese Ortschaften sind heute Wüstungen im Truppenübungsplatz Grafenwöhr.